# Kimberly Caldwell

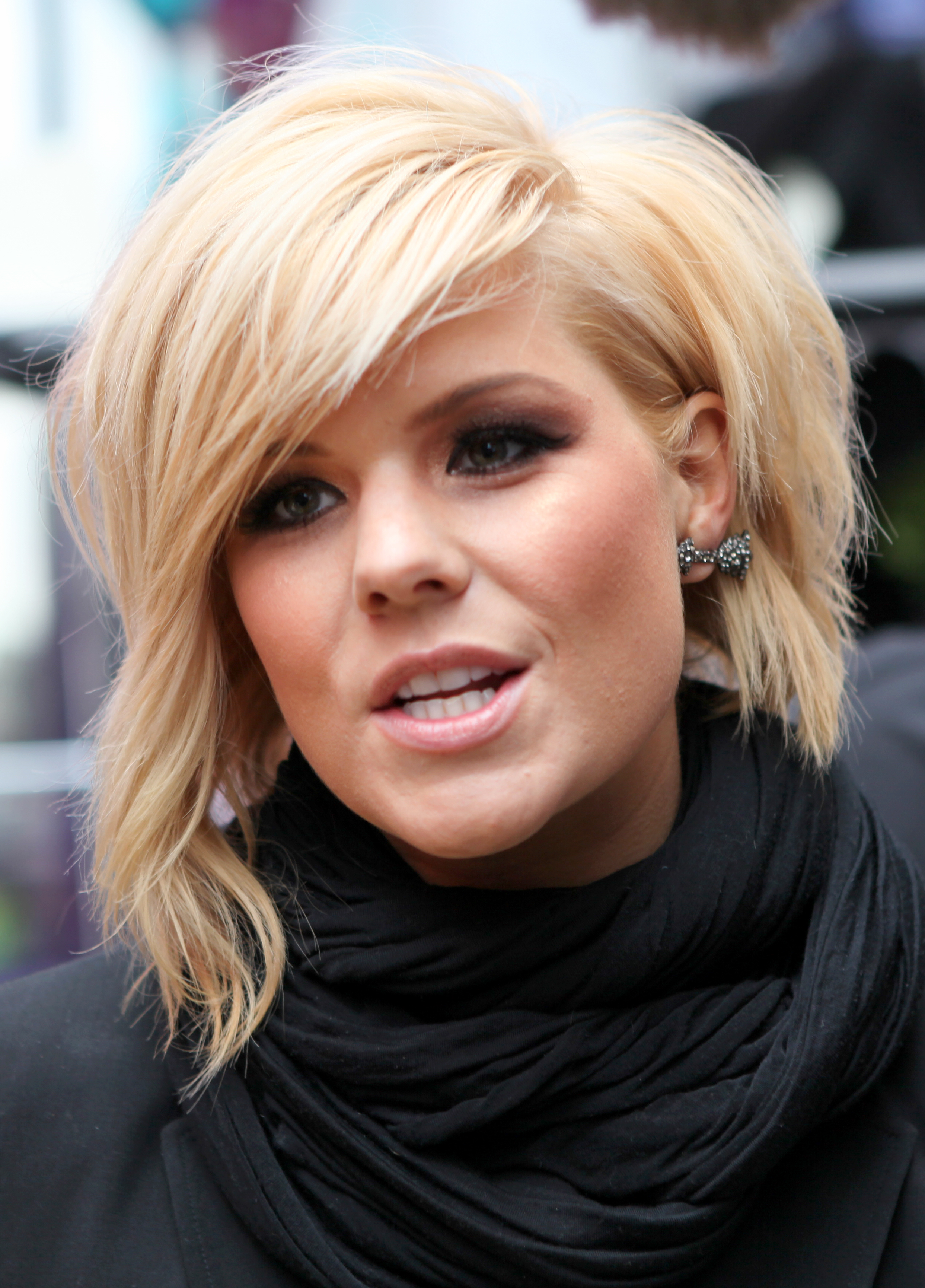
Kimberly Caldwell (2009)

Kimberly Ann Caldwell (* 25. Februar 1982 in Katy, Texas) ist eine US-amerikanische Schauspielerin und Sängerin. Bekannt wurde sie vor allem durch ihre Teilnahme an der zweiten Staffel der Castingshow American Idol, die im Frühjahr 2003 ausgestrahlt wurde. Caldwell erreichte dort den siebten Platz.

## Leben
Caldwell sang im Alter von fünf Jahren erstmals öffentlich bei einem Schönheitswettbewerb. Später war sie fünf Mal Siegerin in der Kategorie „Junior Vocalist“ bei der US-amerikanischen Version von Star Search und sang in der Radiosendung Grand Ole Opry.
1995 sang sie am 50. Hochzeitstag des ehemaligen Präsidenten George H. W. Bush und dessen Gattin Barbara Bush. Schließlich nahm sie im Herbst 2001 an der zweiten Staffel der Castingshow Popstars: USA teil. Dort konnte sie sich jedoch nicht für die im Rahmen der Show zusammengestellte Band Scene 23 qualifizieren. Die Juroren glaubten, sie würde besser als Solosängerin Karriere machen.

## American Idol

### Auftritte
| Show     | Lied                                    | Originalinterpret      |
| -------- | --------------------------------------- | ---------------------- |
| Audition | Superstition                            | Stevie Wonder          |
| Top 32   | Come To My Window                       | Melissa Etheridge      |
| Wildcard | I Feel The Earth Move                   | Carole King            |
| Top 12   | Nowhere to Run                          | Martha & the Vandellas |
| Top 11   | The Shoop Shoop Song (It's in His Kiss) | Cher                   |
| Top 10   | Anymore                                 | Travis Tritt           |
| Top 9    | Knock on Wood                           | Amii Stewart           |
| Top 8    | (Everything I Do) I Do It For You       | Bryan Adams            |
| Top 7    | It's Still Rock and Roll to Me          | Billy Joel             |

## Diskografie

### Singles
- 2006: Who Will You Run To?

### Alben
- 2007: It's Kimberly
- 2010: Without Regret

## Filmografie

### Filme
- 2007: Wrong Turn 2: Dead End (Wrong Turn 2)
- 2009: Catalina Island

### Serien
- 2005: The 411